# Pipreola
Pipreola  es un género de aves paseriformes perteneciente a la familia Cotingidae, que agrupa a especies nativas del norte y occidente de América del Sur, donde se distribuyen desde las montañas costeras del norte de Venezuela, principalmente a través de la cordillera de los Andes de Colombia, Ecuador, hasta el sureste del Perú y oeste de Bolivia, una especie (P. whitelyi) habita en los tepuyes del sur de Venezuela, Guyana y extremo norte de Brasil. A sus miembros se les conoce colectivamente con el nombre común de fruteros o graniceras.

## Etimología
El nombre genérico femenino «Pipreola» es un diminutivo del género Pipra, demostrando alguna afinidad entre los mismos.

## Características
Habitan en los bosques húmedos de montaña o de piedemonte. Son aves de porte corpulento con el dorso predominantemente verde. Los machos de muchas especies tienen la cabeza negra y la garganta, el pecho o el vientre coloreados de rojizo, anaranjado o amarillo. De tamaño bastante variable, miden entre 13 cm (la menor, P. chorolepidota) y 23 cm (la mayor, P. arcuata) de longitud, sus picos y patas son generalmente de alguna tonalidad rojiza. Son encontradas solitarias o a los pares y la mayoría de las especies acompaña regularmente bandadas mixtas. Son aves letárgicas y, a pesar de su coloración brillante, casi siempre permanecen difíciles de ser vistas. Las vocalizaciones ayudan a localizarlas pero son de timbre agudo y usualmente difíciles de seguir hasta su fuente. Como su nombre común lo indica, se alimentan principalmente de frutos.

## Lista de especies
Según las clasificaciones del Congreso Ornitológico Internacional (IOC), y Clements Checklist/eBird, el género agrupa a las siguientes especies con el respectivo nombre popular de acuerdo con la Sociedad Española de Ornitología (SEO):
| Imagen | Nombre científico                 | Autor                 | Nombre común               | Estado de conservación | Distribución |
| ------ | --------------------------------- | --------------------- | -------------------------- | ---------------------- | ------------ |
|        | Pipreola riefferii                | (Boissoneau, 1840     | frutero verdinegro         | LC                     |              |
|        | Pipreola (riefferi) melanolaema   | P.L. Sclater, 1856    |                            | NE                     |              |
|        | Pipreola intermedia               | Taczanowski, 1884     | frutero colifajado         | LC                     |              |
|        | Pipreola arcuata                  | (Lafresnaye, 1843)    | frutero barrado            | LC                     |              |
|        | Pipreola aureopectus              | (Lafresnaye, 1843)    | frutero pechidorado        | LC                     |              |
|        | Pipreola jucunda                  | P.L. Sclater, 1860    | frutero pechinaranja       | LC                     |              |
|        | Pipreola lubomirskii              | Taczanowski, 1879     | frutero pechinegro         | LC                     |              |
|        | Pipreola pulchra                  | (Hellmayr, 1917)      | frutero enmascarado        | LC                     |              |
|        | Pipreola frontalis                | (P.L. Sclater, 1859)  | frutero pechirrojo         | LC                     |              |
|        | Pipreola (frontalis) squamipectus | (Chapman, 1925)       | frutero pechirrojo norteño | LC                     |              |
|        | Pipreola chlorolepidota           | Swainson, 1838        | frutero gorgirrojo         | LC                     |              |
|        | Pipreola formosa                  | (Hartlaub, 1849)      | frutero hermoso            | LC                     |              |
|        | Pipreola whitelyi                 | Salvin & Godman, 1884 | frutero degollado          | LC                     |              |

## Taxonomía
Berv & Prum (2014) produjeron una extensa filogenia para la familia Cotingidae reflejando muchas de las divisiones anteriores e incluyendo nuevas relaciones entre los taxones, donde se propone el reconocimiento de cinco subfamilias. De acuerdo a esta clasificación, Pipreola pertenece a una subfamilia Pipreolinae Tello, Moyle, Marchese & Cracraft, 2009, junto a Ampelioides. El Comité de Clasificación de Sudamérica (SACC) aguarda propuestas para modificar la secuencia linear de los géneros y reconocer las subfamilias. El Comité Brasileño de Registros Ornitológicos (CBRO), en la Lista de las aves de Brasil - 2015 ya adopta esta clasificación.